# Manciîci, Ohtîrka
Manciîci (în ucraineană Манчичі) este un sat în comuna Polohî din raionul Ohtîrka, regiunea Sumî, Ucraina.

## Demografie
Componența lingvistică a localității Manciîci
     Ucraineană (100%)
Conform recensământului din 2001, toată populația localității Manciîci era vorbitoare de ucraineană (100%).